# Eulimnadia astraova
Eulimnadia astraova är en kräftdjursart som beskrevs av Denton Belk 1989. Eulimnadia astraova ingår i släktet Eulimnadia och familjen Limnadiidae. Inga underarter finns listade i Catalogue of Life.